# Пертузио
Пертузио (итал. Pertusio) је насеље у Италији у округу Торино, региону Пијемонт.
Према процени из 2011. у насељу је живело 526 становника. Насеље се налази на надморској висини од 371 м.

## Становништво
Према резултатима пописа становништва 2011. у општини је живело 773 становника.
| 1931. | 1936. | 1951. | 1961. | 1971. | 1981. | 1991. | 2001. | 2011. |
| ----- | ----- | ----- | ----- | ----- | ----- | ----- | ----- | ----- |
| 836   | 821   | 722   | 706   | 676   | 626   | 652   | 699   | 773   |